# Tusen dagar härifrån
Tusen dagar härifrån är en låt skriven av Per Persson och inspelad av den svenska folkrockgruppen Perssons Pack tillsammans med Jakob Hellman på sång. Låten är första spåret på albumet Äkta hjärtan och släpptes även som singel 1991 med låten Vägen till Loos som b-sida.
Låten är även släppt på remasterutgåvan av Jakob Hellmans album ...och stora havet från 1998. 2020 gjorde Plura en version av låten tillsammans med Per Persson i TV-programmet Så mycket bättre.

## Medverkande
- Magnus Lind – dragspel, piano
- Magnus Adell – bas
- Ingemar Dunker – trummor
- Pelle Sirén – gitarr
- Per Persson – sång
- Jakob Hellman – sång